# Günzburg
Günzburg er administrationsby i Landkreis Günzburg i Regierungsbezirk Schwaben i den tyske delstat Bayern. Günzburg ligger hvor floden Günz løber ud i Donau.

## Bydele
- Deffingen
- Denzingen
- Leinheim
- Nornheim
- Reisensburg
- Riedhausen
- Wasserburg

## Historie
Günzburg blev grundlagt omkring 70 som et Romersk kastel „Guntia“ (også „Contia“ eller „Gontia“) til forsvar af den romerske Donaugrænse. Det blev en del af de senere Obergermanisch-Raetischer Limes der færdigbyggedes omkring 260, og skulle sikre en vigtig bro over Donau. En romersk elite-kavalerienhed, en såkaldt Ala på 500-600 mand, var stationeret ved Günzburg.
Omkring 488 befalede Odoaker at romerne skulle trække sig væk, men formentlig er en lille rest blevet boende i området.
I 1301 kom byen under Huset Habsburg, og Günzburg blev hovedby i Markgrevskabet Burgau.
Efter Freden i Pressburg blev byen i 1806 blev byen en del af Bayern.
- Postkort med Günzburg omkring 1918
- Alter i Frauenkirche
- Loft og kor i Frauenkirche

- Den nazistiske læge og krigsforbryder, Josef Mengele ( 16. marts 1911 7. februar 1979), fra fra koncentrationslejren Auschwitz, kom fra Günzburg.

- Wikimedia Commons har flere filer relateret til Günzburg